# Fahrenholz (Drage)
Fahrenholz ist ein Ortsteil von Drage, einer Gemeinde der Samtgemeinde Elbmarsch im niedersächsischen Landkreis Harburg. Das Binnenmarsch-Dorf liegt südöstlich des Hauptortes Drage an der Ilmenau. Nördlich des Ortes verläuft die Kreisstraße K 2, östlich die K 81 und die B 404. Am südöstlichen Ortsrand mündet die Neetze in die Ilmenau.

## Baudenkmale
In der Liste der Baudenkmale in Drage (Elbe) sind für Fahrenholz vier Baudenkmale aufgeführt.